# ليه كوزاك
ليه كوزاك هو لاعب هوكي الجليد كندي، ولد في 28 أكتوبر 1940 في دوفين في كندا.

## وصلات خارجية
- ليه كوزاك على موقع دوري الهوكي الوطني (الإنجليزية)
- ليه كوزاك على موقع EliteProspects.com (الإنجليزية)
- ليه كوزاك على موقع HockeyDB.com (الإنجليزية)
- ليه كوزاك على موقع Hockey-Reference.com (الإنجليزية)